# Gabriela Garfías
Gabriela Garfías (Chile, 1926 - ) es una artista visual chilena que además realizó publicaciones literarias en prensa, haciendo alusión a las exposiciones artísticas de la época y a la crítica de arte desde los periódicos Las Últimas Noticias y La Segunda. Se considera que perteneció al grupo de los Cafés Literarios de los años 70 en Chile, junto a Jorge Teillier, Enrique Lafourcade, Stella Díaz Varín, Ximena Adriazola, entre otras y otros, que se reunía principalmente en el Café Sao Paulo.

## Biografía
Se desconocen muchos datos biográficos de esta artista y escritora, sin embargo, se sabe que estuvo ligada a los grupos artísticos Rectángulo y posteriormente al grupo Movimiento Forma y Espacio, pues declaraba: "Me interesa la pintura abstracta porque traduce nuestra época y porque exhibe una gran solidez de orden formal y técnico". Destaca, además, el hecho de que siendo mujer, tuvo una importante difusión en la prensa chilena generando escritos sobre Carmen Piemonte, Roberto Polhammer, Ramón Vergara Grez, Fernando Morales Jordán, Hernán Valdovinos, entre otras y otros.

## Obras
Lamentablemente existen pocas obras visuales en colecciones públicas y pocas referencias que nos permitan conocer su obra en profundidad, queda solamente a nuestro favor, las reflexiones que tres varones hacen sobre ella. 
"Exotismo de fuerza primitiva y de nervio sensual" según Giorgio Vomiero.
"Pintora de temperamento vigoroso y atormentado, que busca todavía un estilo que la exprese con fidelidad" según Luis Oyarzún
"Cultiva cierto expresionismo lirico, con violencias de color, pero bien acordado" según Antonio Romera.
Obras en colecciones públicas:
- "Crucifixión" (enlace roto disponible en Internet Archive; véase el historial, la primera versión y la última)., de la Colección del Museo de Arte Contemporáneo, representa un cuerpo de mujer desnudo, sobre un cama, de líneas curvas y sensuales, se observa la habitación personal con un crucifijo al fondo de la escena.
- "Pescadores de la paz" (enlace roto disponible en Internet Archive; véase el historial, la primera versión y la última)., de la Colección del Museo de Arte Contemporáneo, donde se observa un círculo de mujeres en actitudes muy serenas y playeras, junto al mar, más allá un grupo de varones tejen un red de múltiples colores, todo en un entorno cerrado, redondo.

## Exposiciones
1943: 55° Salón Oficial de la Facultad de Bellas Artes en el Museo Nacional de Bellas Artes.
1947: 59° Salon Oficial del Instituto de Extensión de Artes Plásticas en el Museo de Arte Contemporáneo, Quinta Normal.
1950-1951: 62° Salon Oficial del Instituto de Extensión de Artes Plásticas en el Museo Nacional de Bellas Artes.
1975: La mujer en el Arte en el Museo Nacional de Bellas Artes.
2004: Proyecto Sismo, Chile se mueve con el arte en el Museo de Arte Contemporáneo.